# Rhizocarpon furfurosum
Rhizocarpon furfurosum är en lavart som beskrevs av Hugo Magnusson. & Poelt. Rhizocarpon furfurosum ingår i släktet Rhizocarpon och familjen Rhizocarpaceae.  Arten är reproducerande i Sverige. Inga underarter finns listade i Catalogue of Life.